# Appenzellské Alpy
Appenzellské Alpy (také Sanktgallenské Alpy či Svatohavelské Alpy; německy Appenzeller Alpen) jsou vápencové pohoří ležící ve švýcarských kantonech St. Gallen, Appenzell Ausserrhoden a Appenzell Innerrhoden na severu země. Štíty v tomto pohoří dosahují výšek jen málo převyšujících 2000 m, avšak některé z nich bývají ostře tvarované. Krajina Appenzellu je velmi málo dotčená turistickým ruchem a její charakter je zemědělský. Pochází odsud slavný tvrdý sýr Appenzeller a Appenzellský salašnický pes.

## Poloha
Appenzellské Alpy zaujímají plochu 2100 km² a nachází se v prostoru mezi Walenským jezerem na jihu a Bodamským jezerem na severu. Geograficky je řadíme do Západních Alp. Řeka Rýn vytváří na východní straně pohoří hranice mezi Východními a Západními Alpami.

## Geografie
Geologicky se pohoří řadí mezi klasické představitele příkrovové (helvetské) stavby Alp. Dominantním prvkem je zde vápenec.
Appenzellské Alpy se dělí na několik menších skupin. Nejvýznamnějším masivem je jistě nejvyšší Alpstein, kde se nachází také nejvyšší vrchol Säntis. Zde se právě objevují masivní, divoce tvarované vrcholy, hluboká a dlouhá údolí. Na toto vysoké horstvo navazuje divoce rozervaný hřeben Churfirsten (Gross Fulfirst, 2384 m), který svým tvarem ostré pily dominuje severním břehům Walleského jezera. Další celky nacházející se na západě pohoří jsou již nižší a méně významné. Mezi tyto patří např. Speergebeit (Speer, 1950 m), Tössberge (Tweralpspitz, 1332 m). Na samém jihu Appenzellských Alp leží plošně malá, ale vysoká skupina Alvier (Alvier, 2343 m).

### Nejvyšší vrcholy
V Appenzellských Alpách najdeme na 100 vrcholů vyšších než 2000 m. Z nejvyššího vrcholu Säntis je rozhled do šesti zemí.
- Säntis (2502 m)
- Girenspitz (2448 m)
- Altmann (2435 m)
- Gamsberg (2385 m)
- Gross Fulfirst (2384 m)
- Chälbersäntis (2377 m)
- Wildhuser Schafberg (2373 m)
- Chli Fulfirst (2372 m)
- Wisswand (2346 m)
- Alvier (2343 m)

## Vodstvo

### Jezera
Na jihu Appenzellských Alp leží ve výšce 419 m fjordovité Walenské jezero (Walensee) nad kterým se vypíná masiv Churfirsten. Pohoří je plné terénních vrás a zlomů, četné jsou zde i jeskyně. V menším množství zde nalezneme jezírka a vodopády. V Appenzellských Alpách se nacházejí tři významnější horská jezera: Seealpsee (1141 m) leží mezi severním a centrálním hřebenem masivu Alpstein. Dalšími plesy jsou Samtisersee (1209 m) a Falensee (1452 m) ležící mezi jižním a centrálním hřebenem Alpsteinu. Jezero Voralpsee (1123 m) se nachází přímo v údolí Rýna mezi masivy Churfirsten a Alvier.

### Ledovce
Appenzellské Alpy nedosahují takové výšky, aby se zde udržely ledovce. Přesto se v masivu Alpstein, pod vrcholem Säntis, objevují dvě významná celoroční firnoviska. Nazývají se Modrý sníh a Velký sníh. Modrý sníh leží na severovýchodním svahu vrcholu a Velký sníh na jihovýchodní straně. Oteplování klimatu však působí na tato firnoviska velmi silně.

### Říční systém
Hřbety pohoří prochází rozvodí mezi Alpským Rýnem a řekou Thur, která pramení na jihozápadním svahu hory Säntis.

## Turismus
Region Appenzellu nabízí možnosti jak pro letní, tak zimní turistiku, horolezectví a lyžařské sporty. Na vrchol Säntis vede kabinová lanovka a na vrcholu je postaven vysílač, komplex budov, restaurací a meteorologická stanice. Lanová dráha vede také na vrchol Hinterugg (2306 m) v masivu Churfirsten, kde se v zimě lyžuje. Pohořím prochází dálková cesta Sankt Galler Wanderwege rozdělená na pět částí. Její celková délka činí 115 km a přechod vyžaduje 32 hodin. Nejvýznamnějším zimním střediskem oblasti je Wildhaus (1075 m). Oblast vrcholu Chaserugg v sobě zaujímá celkem 60 km upravených sjezdových tratí. Oblíbené je zde také běžecké lyžování.

### Významná sídla
- Appenzell
- Nesslau
- Wattwil
- Wildhaus